# Downie Park House

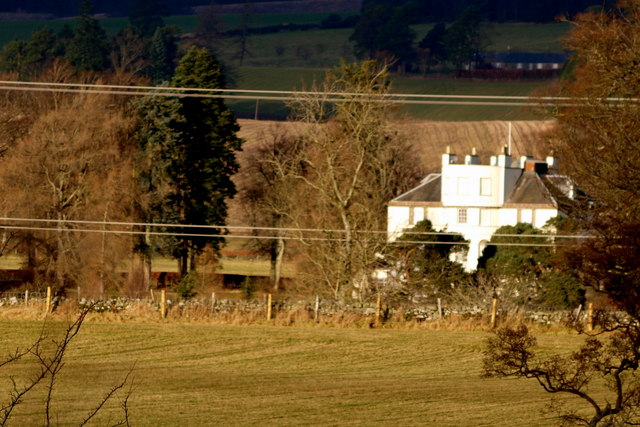
Downie Park House

Downie Park House ist eine Villa nahe der schottischen Ortschaft Kirriemuir in der Council Area Angus. 1971 wurde das Bauwerk in die schottischen Denkmallisten in der höchsten Denkmalkategorien A aufgenommen. Die zugehörigen Stallungen und Scheunen sind als Kategorie-B-Bauwerk klassifiziert.

## Beschreibung
Die Villa wurde um das Jahr 1805 errichtet. Sie steht isoliert rund fünf Kilometer nordöstlich von Kirriemuir am linken Ufer des South Esk nahe der Einmündung des Prosen Waters. Es handelt sich um eine dreistöckige Villa, die klassizistisch ausgestaltet ist. Ihre Fassaden sind mit Harl verputzt, wobei Natursteindetails abgesetzt sind. An der gartenseitigen Südfassade tritt ein gerundeter Mittelrisalit heraus. Einstöckige Flügel flankieren die Villa. Der Innenraum ist weitgehend im Ursprungszustand erhalten.
Die Stallungen und die Scheune befinden sich rund 150 Meter nördlich von Downie Park House. Die symmetrisch aufgebauten Stallungen sind ebenfalls klassizistisch ausgestaltet. Aus der Fassadenflucht heraustretende Ecktürme mit Pyramidendächern flankieren die einstöckigen Hauptgebäude. Während die Stallungen im Jahre 1805 entstanden, wurden die Scheune sowie die Cottages erst 1812 errichtet.